# Palm TX

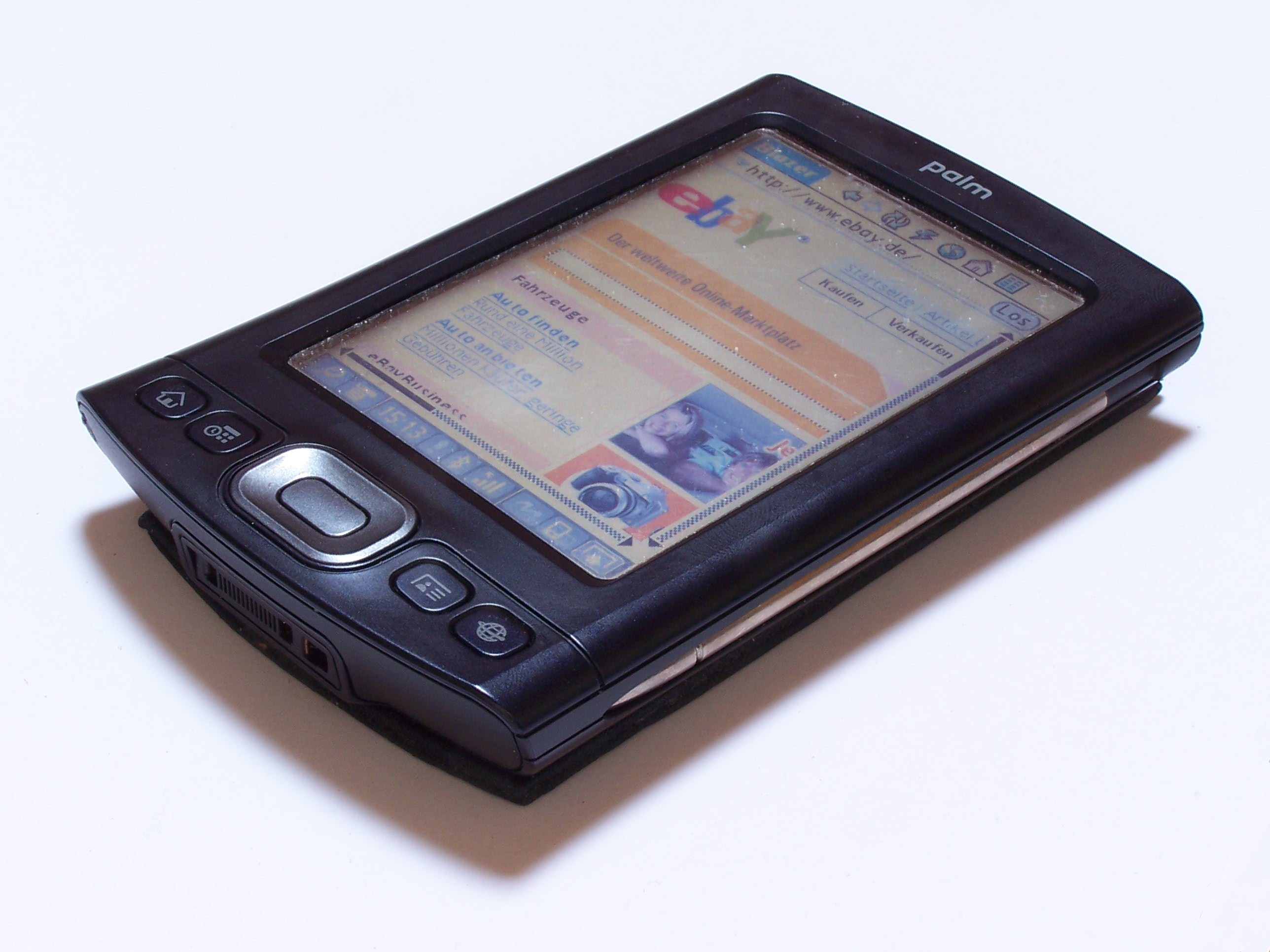
O Palm TX

O TX é  um personal digital assistant produzido pela Palm, Inc., lançado em Outubro de 2005 e utilizando o sistema operativo Palm OS Garnet, versão 5.4.9. Possui conectividade Wifi 802.11b, Bluetooth e IrDA. É o sucessor do Palm Tungsten T5.